# Zeuxia montivaga
Zeuxia montivaga là một loài ruồi trong họ Tachinidae.